# Liste der Bodendenkmäler in Pinzberg
Auf dieser Seite sind die Bodendenkmäler in der oberfränkischen Gemeinde Pinzberg zusammengestellt. Diese Tabelle ist eine Teilliste der Liste der Bodendenkmäler in Bayern. Grundlage ist die Bayerische Denkmalliste, die auf Basis des Bayerischen Denkmalschutzgesetzes vom 1. Oktober 1973 erstmals erstellt wurde und seither durch das Bayerische Landesamt für Denkmalpflege geführt wird. Die folgenden Angaben ersetzen nicht die rechtsverbindliche Auskunft der Denkmalschutzbehörde.

## Bodendenkmäler in Pinzberg
| Lage       | Objekt | Akten-Nr.     | Bild |
| ---------- | --- | ------------- | ---- |
| (Standort) | Höhensiedlung der Urnenfelderzeit und der Hallstattzeit. | D-4-6332-0047 |      |
| (Standort) | Siedlung der jüngeren Latènezeit. | D-4-6232-0394 |      |
| (Standort) | Archäologische Befunde im Bereich der frühneuzeitlichen Kath. Filialkirche zur Hl. Dreifaltigkeit von Gosberg. | D-4-6232-0395 |      |
| (Standort) | Siedlung der jüngeren Latènezeit. | D-4-6232-0432 |      |
| (Standort) | Grabhügel vorgeschichtlicher Zeitstellung, daraus Funde der Hallstattzeit. | D-4-6332-0020 |      |
| (Standort) | Freilandstation des Spätpaläolithikums und des Mesolithikums. | D-4-6332-0140 |      |
| (Standort) | Bestattungsplatz mit Grabhügeln vorgeschichtlicher Zeitstellung. | D-4-6332-0168 |      |
| (Standort) | Freilandstation des Mesolithikums, Siedlung des Neolithikums, der Urnenfelderzeit, der Hallstattzeit, der späten Latènezeit und vermutlich der jüngeren römischen Kaiserzeit sowie Gräber der Urnenfelderzeit und der Hallstattzeit. | D-4-6332-0232 |      |
| (Standort) | Verebnetes Grabhügelfeld vorgeschichtlicher Zeitstellung mit Bestattungen der Hallstattzeit. | D-4-6332-0233 |      |
| (Standort) | Archäologische Befunde im Bereich der spätmittelalterlichen bis frühneuzeitlichen Kath. Pfarrkirche St. Nikolaus von Pinzberg mit spätmittelalterlicher Kirchhofbefestigung.                                                         | D-4-6332-0234 |      |
| (Standort) | Archäologische Befunde im Bereich der frühneuzeitlichen Kath. Wallfahrtskapelle St. Anna von Pinzberg. | D-4-6332-0235 |      |
| (Standort) | Siedlung der jüngeren Latènezeit. | D-4-6332-0250 |      |